# Куркамыс
Куркамыс (каз. Құрқамыс) — село (станция) в Щербактинском районе Павлодарской области Казахстана. Входит в состав Алексеевского сельского округа. Село расположено вблизи границы с Российской Федерацией к западу от Алексеевки. В селе расположена одноимённая железнодорожная станция. Код КАТО — 556835300.

## Население
В 1999 году население села составляло 350 человек (156 мужчин и 194 женщины). По данным переписи 2009 года, в селе проживали 244 человека (121 мужчина и 123 женщины).